# Arbeitsgemeinschaft Regionaler Energieversorgungsunternehmen
Die Arbeitsgemeinschaft regionaler Energieversorgungsunternehmen (ARE) war ein Zusammenschluss regionaler Energieversorgungsunternehmen (Regionalversorger) in Deutschland.
Die ARE arbeitete als Branchenverband, betrieb Lobby- und Öffentlichkeits- und Informationsarbeit, diente dem Erfahrungsaustausch und der Koordination der Mitgliedsunternehmen für eine einheitliche, sichere und wirtschaftliche Energieversorgung großer Wirtschaftsräume.

## Geschichte
Die Vereinigung entstand ab 1950, zunächst informell als Arbeitsgruppe, unter dem Dach der Vereinigung Deutscher Elektrizitätswerke (VDEW). Im Jahr 1971 erhielt die ARE den Status einer eigenständigen Organisation als Verein mit Sitz in Hannover.
Ende der 1980er-Jahre hatte der Verband etwa 40 Mitgliedsunternehmen. Mit der deutschen Wiedervereinigung stieg die Zahl der Mitglieder kurzzeitig auf bis zu 55, reduzierte sich dann aber im Laufe der 1990er-Jahre aufgrund von Zusammenlegungen auf nur noch 34.
Im September 2002 verschmolz die ARE mit dem Verband der deutschen Verbundwirtschaft (VdV) zur Verband der Verbundunternehmen und Regionalen Energieversorger in Deutschland (VRE), der wiederum fünf Jahre später, 2007, im Bundesverband der Energie- und Wasserwirtschaft (BDEW) aufging.